# Drugi rząd Paula Gautscha
Drugi rząd Paula Gautscha – rząd austriacki, rządzący Cesarstwem Austriackim od 1 stycznia 1905 do 1 maja 1906.

## Skład rządu
- premier - Paul Gautsch
- rolnictwo – Ferdinand de Longueval
- handel – Guido Rosenburg, Leopold Auersperg
- wyznania i oświata – Wilhelm Hartel, Richard Bienerth
- finanse – Mansuet Kosel
- sprawy wewnętrzne – Arthur Bylandt-Rheidt
- sprawiedliwość – Franz Klein
- koleje – Heinrich Wittek, Ludwig Wrba
- obrona krajowa – Zeno Welserheimb, Franz Schönaich
- minister bez teki – Antonin Randa
- minister bez teki (do spraw Galicji) – Leonard Piętak